# Coenotephria rupestrata
Coenotephria rupestrata är en fjärilsart som beskrevs av Ignaz Schiffermüller 1775. Coenotephria rupestrata ingår i släktet Coenotephria och familjen mätare. Inga underarter finns listade i Catalogue of Life.